# Гетто в Богушевичах (Минская область)
Гетто в Богуше́вичах (конец лета 1941 — декабрь 1941) — еврейское гетто, место принудительного переселения евреев поселка Богушевичи Березинского района Минской области и близлежащих населённых пунктов в процессе преследования и уничтожения евреев во время оккупации территории Белоруссии войсками нацистской Германии в период Второй мировой войны.

## Оккупация Богушевичей и создание гетто
В местечке Богушевичи немцы, осуществляя нацистскую программу уничтожения, в конце лета 1941 года согнали местных евреев и евреев из близлежащих деревень (Селиба, Писюта и других) в гетто для последующего убийства.
Всего в Богушевичском гетто, расположенном в здании школы, оказалось около 400 человек. Охрану несли местные полицаи. Старостой гетто поставили Фроима Гринберга.

## Уничтожение гетто
С сентября 1941 года евреев начали массово расстреливать — сначала старых и больных, потом мужчин, а затем всех остальных. Многих из них топили в речке, многих закапывали живыми в землю, девочек насиловали на глазах у матерей. В декабре 1941 года немцы и белорусские полицаи замучили и расстреляли 380 (400) богушевичских евреев — в большинстве стариков, женщин и детей. Тела убитых были закопаны в яме размером 8х7х2 метров в километре к северу от деревни в урочище «Фридова поляна». Расстрелами руководил местный полицейский Жолнорович. Часть узников перевели в Березино и убили уже там.

## Случаи спасения
Спастись удалось очень немногим. Чудом спаслась Хая Шустерович, а её четверо детей погибли. Зина Левина-Малярчук и ещё 17 евреев сумели убежать, воспользовавшись замешательством охраны, и присоединиться к партизанам. Также в ноябре 1941 года сумел сбежать 15-летний Реувен (Роман) Плакса со старшим братом.

## Память
В Богушевичах установлен памятный знак евреям — жертвам Катастрофы.
Опубликованы неполные списки убитых в Богушевичах евреев.